# Palau de Gujari

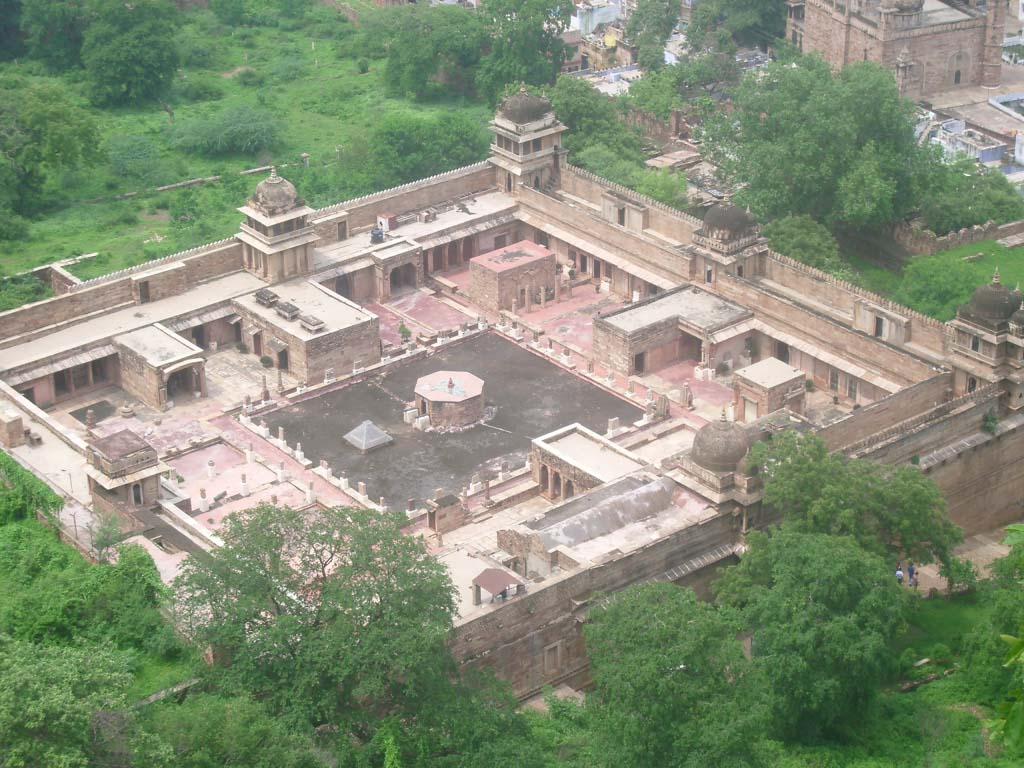
Palau de Gujari

El Palau de Gujari (Gujari Mahal) és un palau construït al segle xiv pel raja Man Singh Tomar per la seva reina Mriganayana al peu de la fortalesa de Gwalior, a Gwalior, a l'Índia.
Està format per un edifici de dos pisos en pedra, de 100 per 70 metres; l'exterior és llis i adornat per unes petites torres amb volta, una línia de mènsules corbades i algunes bandes horitzontals de motllures tallades que van arribar a tenir ceràmica esmaltada. Al seu interior un gran pati obert envoltat de cambres; a la part central, al soterrani, hi ha una sala envoltada per una galeria de dos pisos i es feia servir per allotjament als mesos de més calor, i disposava d'un aqüeducte que proporcionava aigua constant del riu.
Allotja un museu arqueològic, que va obrir en 1922 pel maharajà Madhav Rao II Scindia coincidint amb la visita del príncep de Gal·les a Gwalior amb peces procedents del territori de Gwalior.